# Melanie Merkosky
Melanie Joanna Merkosky (7 april 1980) is een Canadese actrice.

## Carrière
Merkosky begon in 1998 met acteren in de televisieserie Honey, I Shrunk the Kids, waarna zij nog meerdere rollen speelde in televisieseries en films. Zij speelde in onder andere American Pie Presents: The Naked Mile (2006), The Poet (2007) en Continuum (2012).

## Filmografie

### Films
Uitgezonderd korte films.
- 2018 Pup Star: World Tour - als verslaggeefster
- 2018 The Idea of Manhood - als Carly
- 2014 Le règne de la beauté - als Lindsay Walker
- 2013 Desperate Acts of Magic - als Peggy
- 2012 Congratulations - als Madison
- 2012 Janeane from Des Moines - als Lissi Wilson
- 2007 The Poet - als Olga
- 2006 American Pie Presents: The Naked Mile - als Natalie
- 2006 Away from Her - als zingende verpleegster
- 2002 Door to Door - als tiener op diner
- 1999 The Sheldon Kennedy Story - als Theresa
- 1998 Noah - als cheerleader

### Televisieseries
Uitgezonderd eenmalige gastrollen.
- 2019 Supernatural - als Carla - 2 afl.
- 2016 Mr. D - als Jasmine - 2 afl.
- 2014 The Strain - als Sylvia Kent - 2 afl.
- 2014 Covert Affairs - als Lara Andrews - 2 afl.
- 2012 Continuum - als Raegen - 9 afl.
- 2009 Harper's Globe - als Robin Matthews - 16 afl.
- 2006-2008 Runaway - als Sam - 9 afl.
- 2007-2008 Lonelygirl15 - als Jennie - 34 afl.
- 2006 Slings and Arrows - als Megan - 5 afl.

- Gemeinsame Normdatei: 1207775010
- Virtual International Authority File: 2149485921193422874